# Femtchouet
Femtchouet (ou Famtchouet, Famtchwet) est un village du Cameroun, appartenant à la commune de Bangangté, dans le département du Ndé et la Région de l'Ouest. 

## Population
Lors du recensement de 2005, la population de Femtchouet était de 86 habitants.